# 김구 (문정공)
김구(金坵, 1211년~1278년 10월 14일(음력 9월 26일))는 고려의 문신이다. 본관은 부령(扶寧). 초명은 백일(百鎰), 자는 차산(次山), 호는 지포(止浦)이다.

## 생애
1232년(고종 19)에 실시된 과거시험에 모두 장원을 믿었으나 2위로 급제하여 평안북도 정주군 사록(司祿)에 보임되었으나, 황각보(黃閣寶)의 고변으로 제주판관으로 발령나 1234년(고종 21)부터 1239년(고종 26)까지 제주 판관으로 재임하였다. 원나라에 서장관으로 다녀온 뒤로는 8년 동안 한림원에 재직하였다.
조부가 출가하여 승려가 되었으므로 대간이 될 수 없었으나 재주를 인정받아 1263년(원종 4) 우간의대부(右諫議大夫)가 되었다.
이어 상서좌복야(尙書左僕射)·추밀원부사·정당문학(政堂文學)·이부상서를 역임하였다. 참지정사(參知政事)에 올라서는 문신들의 저술을 시험해 유능한 자에게 상을 주어 권장할 것을 건의하였다.
중서시랑평장사(中書侍郎平章事)를 거쳐 1274년 충렬왕 즉위 뒤에는 지첨의부사(知僉議府事)·참문학사(參文學事)·판판도사사(判版圖司事)를 역임하였다.

## 가족 관계
- 부인: 최변의 딸 낙랑군대부인 경주 최씨(1227년~1309년 8월 9일(음력 7월 4일))
  - 장남 : 김여우. 고려문과. 문한학사
  - 장녀 : 정해의 부인
  - 차남 : 김종화
  - 삼남 : 대선사 충장
  - 서자 : 김승인. 고려문과. 대사성